# Немашкало, Елена Николаевна
Елена Николаевна Немашкало (укр. Олена Миколаївна Немашкало; род. 25 декабря 1963 года, Ленинград, СССР) — советская, украинская и хорватская гандболистка, бронзовый призёр Олимпийских игр в 1988 года, двукратная чемпионка мира (1986 и 1990) в составе сборной СССР, заслуженный мастер спорта СССР (1986).

## Биография
В 1988 году вместе с женской сборной СССР по гандболу завоевала бронзовую медаль на Олимпиаде в Сеуле. В финальной части соревнований сыграла пять матчей и забила восемь голов.
В середине 1990-х выступала за сборную Хорватии, на чемпионате Европы 1996 года стала вторым бомбардиром (41 мяч).